# William Campbell Moore
Pour les articles homonymes, voir William Moore et Moore.
William Campbell "Bill" Moore (1923-août 1982) est un homme politique canadien de la Colombie-Britannique. Il est député provincial social-démocratique de la circonscription britanno-colombienne de Comox de 1952 à 1956.

## Biographie
Né à Vancouver en Colombie-Britannique, il s'établit avec sa famille dans la région de Courtenay où il étudie. Moore sert dans la Marine royale canadienne durant la Seconde Guerre mondiale. Après la guerre, il travaille pour le Courtenay-Comox Argus et sert comme président de le syndicat International Typographical Union. 
Élu conseiller municipal de Courtenay en 1951, il y sert plus tard comme maire.
Moore décède d'une crise cardiaque lors de vacances à Seattle en 1982 à l'âge de 59 ans,.